# 張香華
張香華（1939年7月31日—），台灣作家，有眾多作品曾被譯為英、德、日、韓等多國文字。

## 生平背景
張香華籍貫福建龍岩，1939年7月31日生於香港，六歲時遷居於台北，成長於宜蘭。張香華曾說：「我的名字是父親命名的，取其意“香港誕生的中華人”，所以稱香華。」
臺灣師範大學國文系畢業及舊金山Berkly大學Extension center英語高級班畢業。曾任教於建國中學、北一女中、世界新聞專科學校（現名世新大學）、致理商專等學校，並擔任過《草根》詩刊(「草根詩社」的刊物)執行編輯。1975年至1977年期間擔任《草根》詩刊執行編輯。與名作家柏楊結為夫妻後，出版了第一部詩集《不眠的青青草》。1984年赴愛荷華國際作家工作坊研習訪問，參加美國愛荷華大學國際寫作計劃、主持詩刊編務。張香華經常往返南斯拉夫、羅馬尼亞、日本等國，與當地的詩人進行文化交流，並陸續將所拜訪過的詩人作品翻譯給國人欣賞。合譯過塞爾維亞語的《中國現代詩選》一書，致力於與東歐文化間的交流。1992年起任國際筆會香港分會理事，同年8月榮獲國際桂冠詩人獎。1993年起在警察廣播電台主持“詩的小語”節目，1997年獲羅馬尼亞 Timisoara Banatul大學授予榮譽教授。也被譽為「絲」一般的女詩人。
雖身為女性詩人，張香華並不特以具有女性色彩的題材為詩，廣泛取材多取自人生現實閱歷之中，藉著淺白溫婉的文字，傳達女詩人面對生活的體悟。評論者評論其詩作：「飽滿的人生閱歷中，吸取創作經驗；從坎坷的現實路上，挖掘創作素材，張香華較她那一代的女詩人，有著更多怵目驚心的感受。」

## 作品特色
在眾多作品集中，《我愛的人在火燒島上》這首詩歌著作尤其彰顯出張香華的創作特色，在這首詩歌中夾帶許多的意境與情感，其中如：「...不能忘記那些沒有星月的黑夜，只有海潮的哨音，日曬的烙痕。如今，我們紀念那個島嶼，我們懷念那首歌。」火燒島是台灣早期對「綠島」的稱呼，因當時火燒島是個囚禁思想、政治犯的島嶼；另一方面也是因應這個島嶼瀰漫著許多不平的氣氛和一股濃濃的愁思。
由於《我愛的人在火燒島上》的這首詩歌是張香華紀念當時被囚禁在火燒島的柏楊以及思想和身體都被禁錮的獄友，對於他們所受的一切遭遇深感而發所創作出的作品。然而張香華的先生柏楊曾經坦言他其實並不喜歡新詩，但他也強調，這是他最愛的張香華作品。在《我愛的人在火燒島上》這本書中張香華提及到她與她的先生柏楊的相識是柏楊在綠島服完政治牢獄剛出獄的時間點。而且在經過了無數歲月的雕刻後，公元一九九八年因柏楊等人的努力，火燒島上終於豎立起一座「人權紀念碑」。碑上刻著一句柏楊曾經說過的一句話：「在那個時代，有多少母親，為他們被困在綠島上的孩子，長夜哭泣！」這句話和張香華的這首作品《我愛的人在火燒島上》，互相輝映與滋潤，實在令人動容。
另外，值得一提的是，《我愛的人在火燒島上》這首詩歌，在國際詩壇間受到相當多的矚目，並且陸續被翻譯成英文和塞爾維亞文、羅馬尼亞文等。日本名詩人今辻和典先生也將之譯為日文，由日本東京青樹社出版；出版後也在東京舉行盛大發表會。這首詩後來更特別邀請音樂人翁至鴻先生作曲，將這首詩加以配譜，在公元一九九九年五月八日的這天，適逢母親節的前夕， 由張香華朗誦， 於台北市國家音樂廳 演出名為「我愛的人在火燒島上音樂會」，更配有國家交響樂團以及國家音樂廳合唱團，共一百二十餘人奏起告別悲情的驪歌， 是個盛大的詩與音樂結合的演奏。這首詩曲同時亦被製作為錄音帶、CD、錄影帶，分別採用英文、中文、日文字幕發行。

## 獲獎紀錄
- 1992年獲國際桂冠詩人協會頒贈桂冠榮銜。
- 2000年獲第三屆中央文化工作會五四獎的「文學交流獎」、 南斯拉夫傑出文化貢獻獎。
- 1997年獲中國文藝協會頒贈中國文藝獎章-廣播文藝獎。

## 重要著作及譯作
- 2016年《明日朝陽照逝水》，遠景出版社
- 2008年《茶，不說話》（附CD），遠流出版社
- 2006年《偶然讀幾行好詩》，遠流出版社
- 2006年《初吻》，遠流出版社
- 1995年《茶，不說話》（二卡一書），遠流出版社
- 1988年《茉莉花串》，遠流出版社

詩集
- 2004年《貓，你喜歡我嗎?!》，麥田出版社
- 2002年《心靈的密碼：日本現代詩精選集》，遠流出版社
- 《不眠青青草》
- 《愛荷華詩抄》
- 《千般是情》
- 《南斯拉夫的觀音》
- 《踐踏繽紛的落花》
- 《乘著光的梯子》
- 《溫馨的邊緣》
- 編譯《我沒有時間了─南斯拉夫當代詩選》等詩集
- 另編有《玫瑰與坦克》、《菲華現代詩選》，塞爾維亞文本《中國現代詩選》等

詩文選集
- 《只緣身在此山中》

詩文歌曲
- 《我愛的人在火燒島上》

論文集
- 《詩人的時空》

散文集
- 《星湖散記》
- 《早締良緣》
- 《秋水無塵》
- 1979年《咖啡時間》

其他
- 英譯本《Sleepless Green Green Grass》
- 人權書籍《生或死》